# Barcus
Pour les articles homonymes, voir Barcus.
Barcus (prononcer [baʁkys]; en basque: Barkoxe) est une commune française, située dans le département des Pyrénées-Atlantiques en région Nouvelle-Aquitaine.

## Géographie

### Localisation
La commune de Barcus se trouve dans le département des Pyrénées-Atlantiques, en région Nouvelle-Aquitaine.
Elle se situe à 53 km par la route de Pau, préfecture du département, à 20 km d'Oloron-Sainte-Marie, sous-préfecture, et à 12 km de Mauléon-Licharre, bureau centralisateur du canton de Montagne Basque dont dépend la commune depuis 2015 pour les élections départementales.
La commune fait en outre partie du bassin de vie de Mauléon-Licharre.
Les communes les plus proches sont : 
Esquiule (5,2 km), Roquiague (5,5 km), L'Hôpital-Saint-Blaise (7,0 km), Roquiague (7,7 km), Ance (8,1 km), Aramits (8,4 km), Lanne-en-Barétous (8,5 km), Saint-Goin (8,7 km).
Sur le plan historique et culturel, Barcus fait partie de la province de la Soule, un des sept territoires composant le Pays basque,. La Basse-Navarre en est la province la plus variée en ce qui concerne son patrimoine, mais aussi la plus complexe du fait de son morcellement géographique. Depuis 1999, l'Académie de la langue basque ou Euskalzaindia divise le territoire du Labourd en six zones,. La Soule, traversée par la vallée du Saison, est restée repliée sur ses traditions (mascarades, pastorales, chasse à la palombe, etc). Elle se divise en Arbaille, Basse-Soule et Haute-Soule, dont fait partie la commune.

### Communes limitrophes
Les communes limitrophes sont  Aramits, Aren, Chéraute, Esquiule, Geüs-d'Oloron, Géronce, L'Hôpital-Saint-Blaise, Lanne-en-Barétous, Montory, Préchacq-Josbaig, Roquiague, Saint-Goin, Sauguis-Saint-Étienne, Tardets-Sorholus et Trois-Villes.
| Chéraute                         | L'Hôpital-Saint-Blaise | Préchacq-Josbaig, Aren, Geüs-d'Oloron, Saint-Goin, Géronce |
| Roquiague, Sauguis-Saint-Étienne | Barcus                 | Esquiule                                                   |
| Trois-Villes, Tardets-Sorholus   | Montory                | Aramits, Lanne-en-Barétous                                 |

### Hydrographie

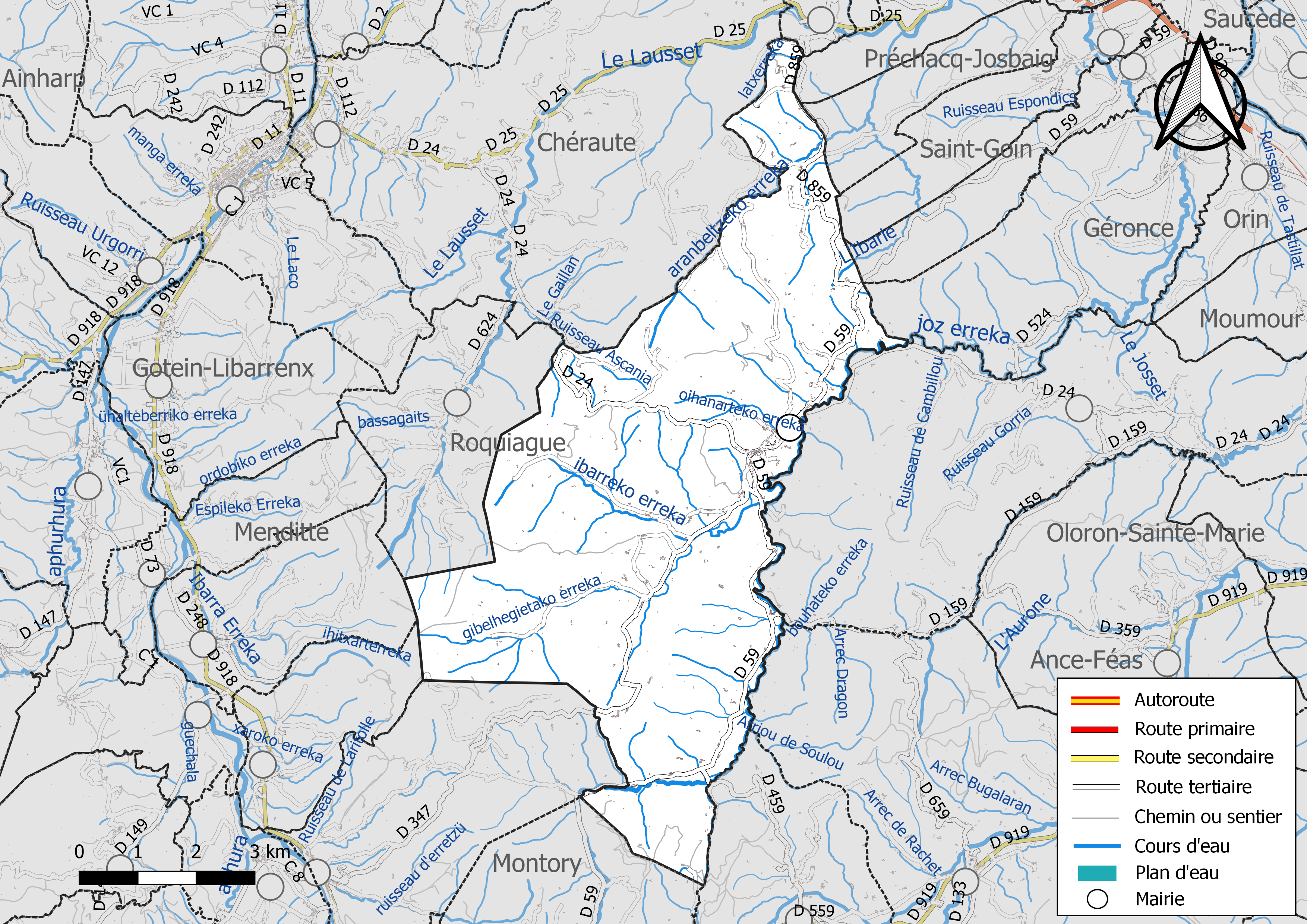
Réseaux hydrographique et routier de Barcus.

La commune, située dans le bassin versant de l'Adour, est traversée par le Joos (qui se jette dans le gave d'Oloron) et par ses affluents, le Bouhatéko erreka, l'arrèc d'Etchanchu, l'Handia, l'erreka Oyhanart, l'arriou de Soulou, l'erreka Sustaris, le ruisseau Ibarra (7 km) et ses tributaires, le ruisseau Ibarra (4,4 km, lui-même accompagné sur la commune par l'Askontchilo erreka et le ruisseau Athaketa) et le ruisseau Lecheguita (ainsi que par le tributaire de ce dernier le ruisseau Ilharra).
Paul Raymond mentionne un autre affluent du Joos traversant le territoire de Barcus, le ruisseau de Guibéléguiet, ainsi que son tributaire, le ruisseau du Paradis.
Des affluents du Lausset (lequel se jette dans le gave d'Oloron) passent également sur les terres de la commune, tels que le ruisseau Ascania et le ruisseau l'Ibarle, ainsi que l'affluent de ce dernier, l'Ambelseko erreka.
Enfin, le ruisseau de Lacoste, sous-affluent de l'arrèc de Bitole, est également présent sur la commune.

### Climat
Pour des articles plus généraux, voir Climat de la Nouvelle-Aquitaine et Climat des Pyrénées-Atlantiques.
Historiquement, la commune est dans une zone de transition entre les climats océaniques aquitain et basque.  
En 2020, Météo-France publie une typologie des climats de la France métropolitaine dans laquelle la commune est exposée à un climat de montagne et est dans la région climatique Pyrénées atlantiques, caractérisée par une pluviométrie élevée (>1 200 mm/an) en toutes saisons, des hivers très doux (7,5 °C en plaine) et des vents faibles.
Pour la période 1971-2000, la température annuelle moyenne est de 13,3 °C, avec une amplitude thermique annuelle de 13,5 °C. Le cumul annuel moyen de précipitations est de 1 511 mm, avec 11,7 jours de précipitations en janvier et 8,9 jours en juillet. Pour la période 1991-2020, la température moyenne annuelle observée sur la station météorologique la plus proche, située sur la commune d'Oloron-Sainte-Marie à 13 km à vol d'oiseau, est de 13,1 °C et le cumul annuel moyen de précipitations est de 1 491,4 mm,. Pour l'avenir, les paramètres climatiques de la commune estimés pour 2050 selon différents scénarios d’émission de gaz à effet de serre sont consultables sur un site dédié publié par Météo-France en novembre 2022.

### Milieux naturels et biodiversité

#### Réseau Natura 2000
Le réseau Natura 2000 est un réseau écologique européen de sites naturels d'intérêt écologique élaboré à partir des Directives « Habitats » et « Oiseaux », constitué de zones spéciales de conservation (ZSC) et de zones de protection spéciale (ZPS).
Un site Natura 2000 a été défini sur la commune au titre de la « directive Habitats » : « le gave d'Oloron (cours d'eau) et marais de Labastide-Villefranche », d'une superficie de 2 547 ha, une rivière à saumon et écrevisse à pattes blanches,.

#### Zones naturelles d'intérêt écologique, faunistique et floristique
L’inventaire des zones naturelles d'intérêt écologique, faunistique et floristique (ZNIEFF) a pour objectif de réaliser une couverture des zones les plus intéressantes sur le plan écologique, essentiellement dans la perspective d’améliorer la connaissance du patrimoine naturel national et de fournir aux différents décideurs un outil d’aide à la prise en compte de l’environnement dans l’aménagement du territoire.
Une ZNIEFF de type 1 est recensée sur la commune, : 
le « Lausset amont et zones tourbeuses associées » (190,06 ha), couvrant 11 communes du département et une ZNIEFF de type 2,, : 
le « bassin versant du Lausset et du Joos : bois, landes et zones tourbeuses » (19 519,13 ha), couvrant 23 communes du département.

## Urbanisme

### Typologie
Au 1er janvier 2024, Barcus est catégorisée commune rurale à habitat très dispersé, selon la nouvelle grille communale de densité à sept niveaux définie par l'Insee en 2022.
Elle est située hors unité urbaine. Par ailleurs la commune fait partie de l'aire d'attraction d'Oloron-Sainte-Marie, dont elle est une commune de la couronne,. Cette aire, qui regroupe 44 communes, est catégorisée dans les aires de moins de 50 000 habitants,.

### Occupation des sols

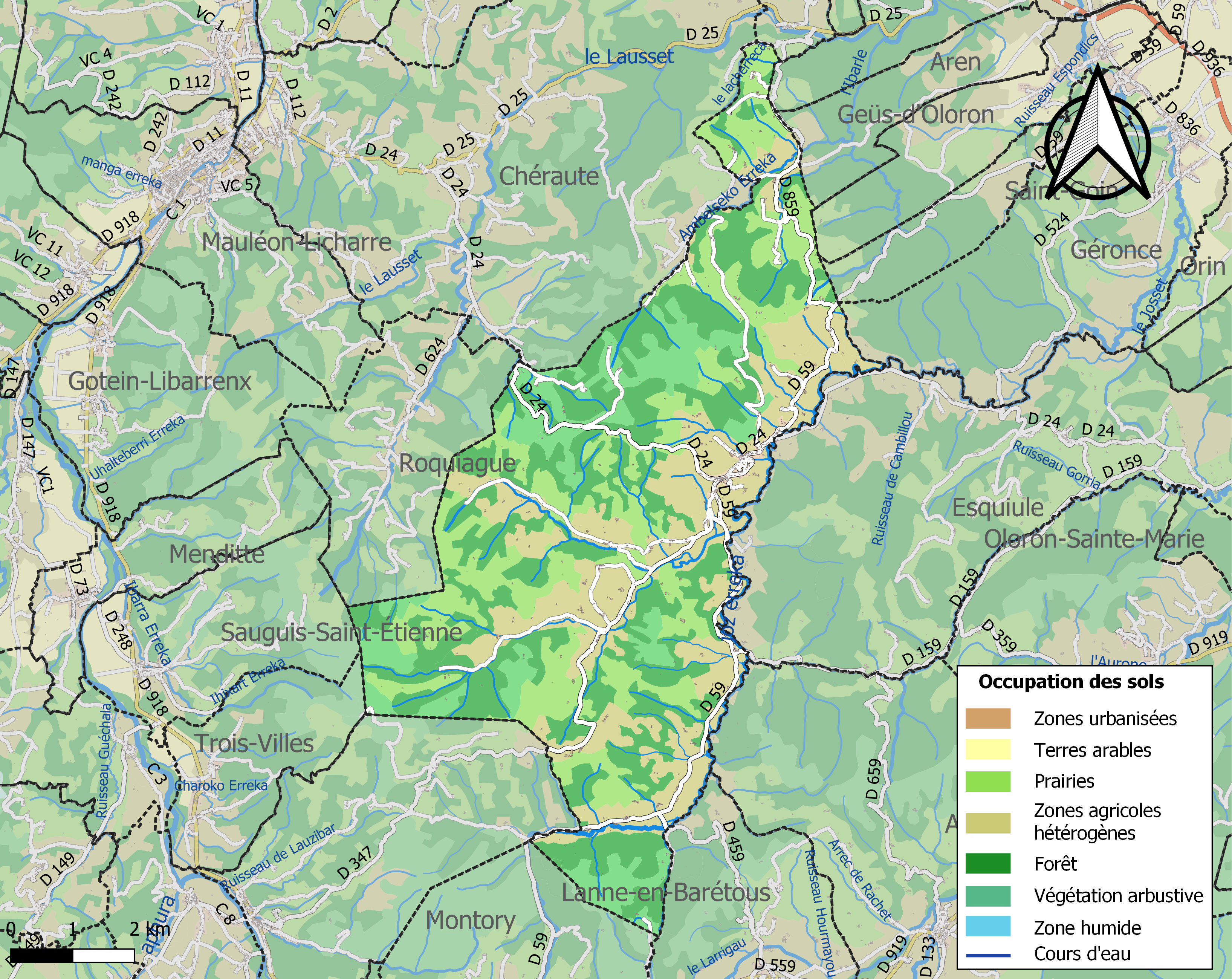
Carte des infrastructures et de l'occupation des sols de la commune en 2018 (CLC).

L'occupation des sols de la commune, telle qu'elle ressort de la base de données européenne d’occupation biophysique des sols Corine Land Cover (CLC), est marquée par l'importance des territoires agricoles (52,8 % en 2018), une proportion identique à celle de 1990 (52,8 %). La répartition détaillée en 2018 est la suivante : 
forêts (34,2 %), zones agricoles hétérogènes (28 %), prairies (24,9 %), milieux à végétation arbustive et/ou herbacée (12,3 %), zones urbanisées (0,6 %). L'évolution de l’occupation des sols de la commune et de ses infrastructures peut être observée sur les différentes représentations cartographiques du territoire : la carte de Cassini (XVIIIe siècle), la carte d'état-major (1820-1866) et les cartes ou photos aériennes de l'IGN pour la période actuelle (1950 à aujourd'hui).

### Hameaux
14 quartiers composent la commune de Barcus :
- Ahargopea
- Aranbeltz (les Arambeaux sur les cartes IGN)
- Bürgüa (Burgia sur les cartes IGN, Le Bourg en français)
- Gaztelondo (Gastellondo sur les cartes IGN)
- Gaztelondotxipia
- Jauregiberribarra
- Kharrika
- Larraja
- Larrejazola
- Maidalenazerra
- Maisonaba
- Malta
- Ollauki
- Txapela

#### Lieux-dits
- Agaras
- Agor (border)
- Agorria
- Aguerborda
- Aguerret
- Aistor
- Alkkatia
- Ahargo (mont)
- Ainus
- Alhorchar
- Arambeaux
- Aramburu
- Aranéder
- Arangaray
- Arhanchet
- Arthaxet
- Artheguiet
- Artzanüthürry
- Askain
- Askonobiet
- Askoz
- Askozborda
- Athaket
- Athakéta
- Ayscar
- Bagardikoborda
- Baralegne
- Barbieborda
- Barbieko Eyhéra
- Barcardats
- Barcochbide
- Barnetche
- Barrenkia
- Belloya
- Beltchun
- Beltzantzuburu
- Berhaburu
- Berho
- Bermaillou
- Betan
- Beteria
- Bidau
- Bigne
- Biscay
- Bohogu
- Bordabegoïty
- Bordaburia
- Bordacharia
- Bordagay
- Bordagoyhen
- Bordetta
- Burgia
- Cabana
- Cachau
- Chiloua
- Choko
- Chourikoborro
- Cocutchia
- Cotabaren
- Cotiart
- Coyos
- Coyosborda
- La Croix Blanche
- Curutchiga
- Doronda
- Duque
- Eihartzéta
- Elhar
- Elhurdoy
- Eperrape
- Eperregagne
- Erguillota
- Errande
- Errékartéa
- Espel
- Espelia
- Estecondo
- Etchahoun
- Etchanchu
- Etchandy
- Etchartéa
- Etchebarne
- Etcheberriborda
- Etcheberry (2 places)
- Etchecopaberria
- Etchegoren
- Eyharche
- Eyhartzet
- Eyheregaray (2 places)
- Eyhéramendy
- Fabiania
- Gagnéko Borda
- Galharetborda
- Garay
- Garrat
- Gastellondo
- Gorostordoy
- Gorrostibar
- Goyheneix
- Goyheski
- Goyhetsia
- Goytolia
- Guibelhéguiet
- Haritchast
- Haritchelhar
- Harritchilondo
- Haubiga
- Hégoburu
- Héguiapal
- Héguilla
- Héguitchoussy
- Ibar
- Ibarrondo
- Idiart
- Ihitzaga
- Ilharra
- Itchal
- Jacobia
- Jaureguiberry
- Lagune
- Lapitz
- Lapitzia
- Larragorry
- Larranda
- Larrandabuia
- Larrasquet
- Larrorry
- Laxague
- Laxagueborda
- Lecheguita
- Legegaray
- Lépazka
- Lescarpé
- Logeborde
- Lohidoy
- Lohidoyborda
- Lojaborda
- Malobra
- Maysonnave
- Menusketa
- Mercaptpide
- Mercaptpide Borda
- Mignaborda
- Miranda
- Mocho
- Montokoaltéa
- Muskogorry
- Nissibart
- Oholéguy
- Oilher
- Ondarzuhia
- Ordanoulet
- Ostallaborda
- Oyhanart
- Paradis
- Pelento
- Pellen
- Perkain
- Petchia
- Petillon
- Picochet
- Pinka
- Pordoy
- Potho
- Princi
- Princiborda
- Puchulu
- Restoy
- Sagardoyhégui
- Salaber
- Salazar
- Salazarborda
- Salhanka
- Sapiula
- Sardo
- Saruborda
- Seceneguiet
- Sinto
- Sorhotus
- Suhatsola
- Thias
- Topet
- Udoy
- Uhalt
- Uhaltborda
- Uhart
- Urrustoy
- Urruty
- Uthuère
- Uthurralt
- Uthurry
- Zatzoury

### Voies de communication et transports
La commune est desservie par les routes départementales 24, 59, 347, 459 et 859.

### Risques majeurs
Le territoire de la commune de Barcus est vulnérable à différents aléas naturels : météorologiques (tempête, orage, neige, grand froid, canicule ou sécheresse), inondations, feux de forêts et séisme (sismicité moyenne). Il est également exposé à un risque technologique,  le transport de matières dangereuses. Un site publié par le BRGM permet d'évaluer simplement et rapidement les risques d'un bien localisé soit par son adresse soit par le numéro de sa parcelle.

#### Risques naturels
Certaines parties du territoire communal sont susceptibles d’être affectées par le risque d’inondation par une crue torrentielle ou à montée rapide de cours d'eau, notamment le Joz erreka. La commune a été reconnue en état de catastrophe naturelle au titre des dommages causés par les inondations et coulées de boue survenues en 1982, 1983, 1988, 1992, 2008, 2009, 2014 et 2021,.
Barcus est exposée au risque de feu de forêt. En 2020, le premier plan de protection des forêts contre les incendies (PDPFCI) a été adopté pour la période 2020-2030. La réglementation des usages du feu à l’air libre et les obligations légales de débroussaillement dans le département des Pyrénées-Atlantiques font l'objet d'une consultation de public ouverte du 16 septembre au 7 octobre 2022,.

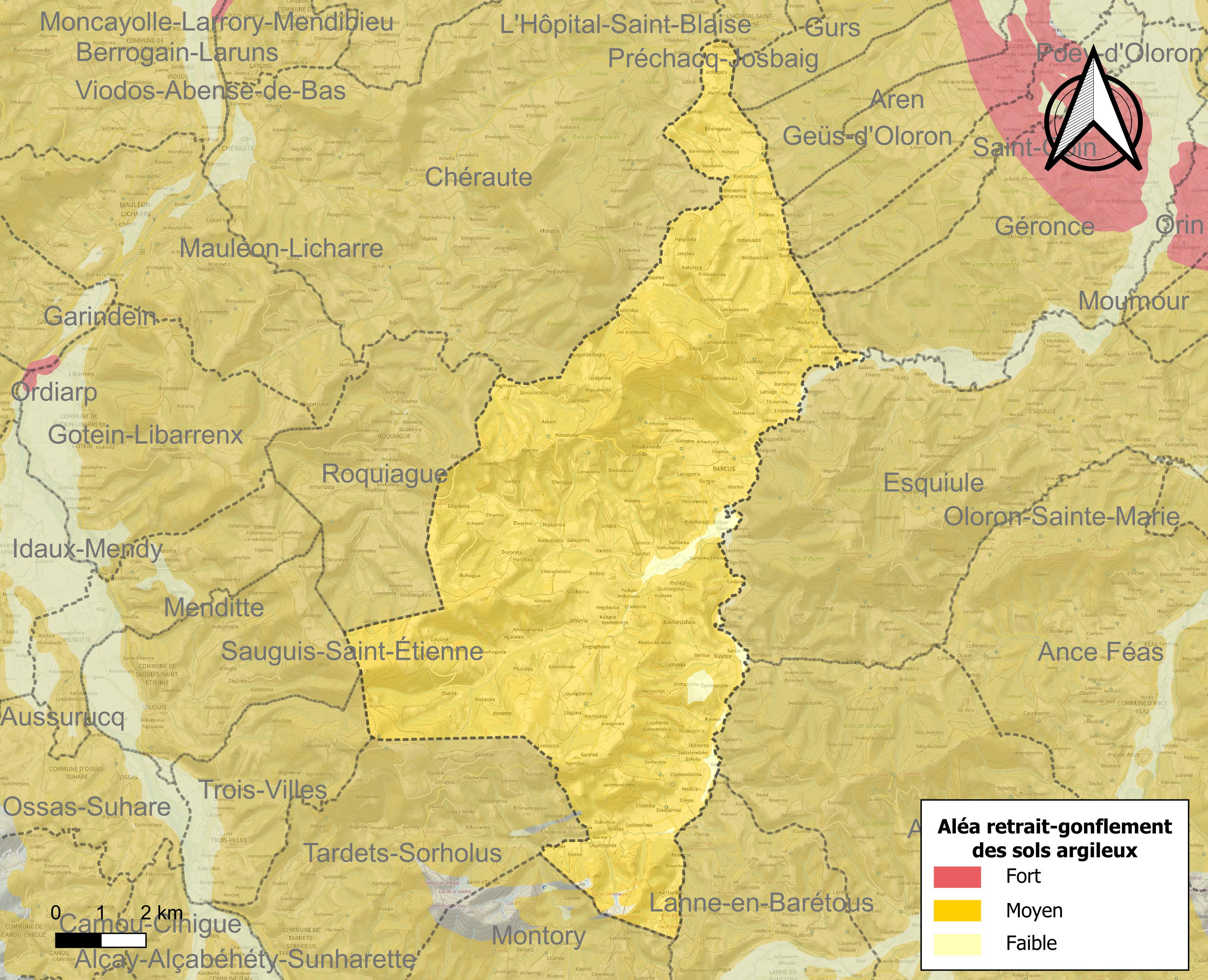
Carte des zones d'aléa retrait-gonflement des sols argileux de Barcus.

Le retrait-gonflement des sols argileux est susceptible d'engendrer des dommages importants aux bâtiments en cas d’alternance de périodes de sécheresse et de pluie. 98,2 % de la superficie communale est en aléa moyen ou fort (59 % au niveau départemental et 48,5 % au niveau national). Depuis le 1er octobre 2020, en application de la loi ELAN, différentes contraintes s'imposent aux vendeurs, maîtres d'ouvrages ou constructeurs de biens situés dans une zone classée en aléa moyen ou fort,.

## Toponymie

### Attestations anciennes
Le toponyme Barcus apparaît sous les formes Barcuys (1384, notaires de Navarrenx), Barcuix (1462, notaires d'Oloron), Sent-Saubador de Barcuix (vers 1470, contrats d'Ohix), Barcoys (1520, coutume de Soule), Barcois (1520), Barcux (1580, titres de Luxe), Barcinx (1650, carte du Gouvernement Général de Guienne et Guascogne et Pays circonvoisins), barcuix (1690) et Bareus (1801, Bulletin des lois).

### Étymologie
Jean-Baptiste Orpustan propose une construction étymologique basque en deux parties. D’une part l’élément barr, signifiant « situé à l’intérieur, au fond », est complété, d’autre part, de -koiz, à rapprocher du basque goiz, « matin, est ». Barcus s’est développé dans une basse vallée, à l’est, justifiant l’analyse d’Orpustan.

### Autres toponymes
Agaras, ferme de la commune, est mentionnée sous la forme Agarassi en 1479 (contrats d'Ohix).
Le dictionnaire topographique Béarn-Pays basque de 1863 mentionne les fermes Alicq, Bilapu et Charritet (les deux dernières étant déjà citées en 1520 dans la coutume de Soule).
La ferme Biscay est citée en 1479 (Biscaya, contrats d'Ohix).
Gastellondo est un hameau de Barcus, mentionné sous la graphie Gastélondo en 1863.
Guibelhéguiet était également un écart de Barcus qui apparaît sous les formes Guibelleguiet (1479, contrats d'Ohix) et Guibéléguiet-Ibarra (1863, dictionnaire topographique Béarn-Pays basque).
Hégoburu est le nom d’une ferme, connue en 1479 (Hégoaburu, contrats d'Ohix) et 1863 (Hégobure).
La ferme Iriard apparaît en 1520 dans la coutume de Soule.
Le hameau Jaureguiberry apparaît dans le dictionnaire de 1863 sous la graphie Jauréguiberry-Harra, tout comme l’écart Larréja.
La chapelle le Paradis est également mentionnée par le même dictionnaire.
La ferme Udoy fait l’objet d’une mention en 1479 dans les contrats d’Ohix.
Le toponyme Uhart est le nom d'une ferme citée en 1520 (coutume de Soule).

### Graphie basque
Son nom basque actuel est Barkoxe.

## Histoire

### Protohistoire

#### Trésor de Barcus
Ce trésor de Barcus est un ensemble d'environ 1 750 pièces en argent ibériques trouvées en 1879. Il a été minutieusement publié par Émile Taillebois. 
J.-B. Daranatz reprend ensuite les données de Taillebois mais y ajoute la première illustration de l'une des monnaies : le revers d'un denier de Turiasu.
En 1957 J. Babelon publie une nouvelle étude sur le trésor, 
dans lequel il donne les reproductions des moulages de 46 pièces. Plusieurs publications citent le trésor, sans apporter de nouveauté. En 1997 Gozalbes et Ripollès publient cinq pièces inédites de la collection du musée des antiquités nationales à Saint-Germain-en-Laye.
Cet important pécule est considéré comme celui d'un corps de troupe fuyant l'armée de Pompée au temps de la guerre de Sertorius (-80 à -72),.
En 1997 c'est encore le seul ensemble de monnaies ibériques trouvé hors de la péninsule Ibérique, et, avec les inscriptions sur phiales du tumulus de Vielle-Aubagnan (Landes), les seuls témoignages connus de l'utilisation de caractères celtibériens en Aquitaine (le pays Basque a fourni deux petits trésors monétaires).

### Moyen-Âge
Paul Raymond note que la commune était le siège d'un bailliage royal dont les appels étaient portés à la cour de Licharre.
Elle accueillait également une abbaye laïque vassale de la vicomté de Soule.
En 1790, Barcus était le chef-lieu d'un canton dépendant du district de Mauléon-Licharre et comprenant Barcus, L'Hôpital-Saint-Blaise et Roquiague.

### Temps modernes et période contemporaine
On appelait messagerie" des Arbailles la partie centrale de la Soule, entre Haute et Basse-Soule (région de Sauguis-Saint-Étienne, Aussurucq et Barcus).
En 1844, Léon Iturburu, marchand originaire de Barcus et diplomate en Équateur,  proposa au roi des français Louis-Philippe Ier d'acheter les Îles Galagos à l'Équateur, alors en manque de financement. La proposition fut rejetée, mais le général Villamil céda la Isla Floreana à Iturburu, qui lui même céda tous ses biens dont l'île (surnommée île des pauvres de Barcus) à la commune, ainsi l'île Floreana est toujours revendiquée à chaque renouvellement des mandats des maires de la commune.

## Politique et administration
| Période | Période                  | Identité                    | Étiquette | Qualité |
| ------- | ------------------------ | --------------------------- | --------- | ------- |
| 1935    | 1954                     | Ambroise Bethular           |           |         |
| 1954    | 1989                     | Jean Baptiste Jaureguiberry |           |         |
| 1989    | 1995                     | François Uthurry            |           |         |
| 1995    | 2001                     | Jean Barneix                |           |         |
| 2001    | En cours (au avril 2014) | Jean-Marc Baranthol         | DVD       |         |

### Intercommunalité
Barcus appartient à cinq structures intercommunales :
- la communauté d'agglomération du Pays Basque ;
- le syndicat AEP du Pays de Soule ;
- le syndicat d'assainissement du Pays de Soule ;
- le syndicat d'énergie des Pyrénées-Atlantiques ;
- le syndicat intercommunal pour le soutien à la culture basque.

## Population et société

### Démographie
Le gentilé est Barcusien (ou barkoxtar en basque).
Le Journal de Pierre Casalivetery, notaire à Mauléon, dénombre pour les années 1460-1481 26 feux à Barcus, et 210 pour les années 1540-1548, signe d'une démographie en forte croissance.
L'évolution du nombre d'habitants est connue à travers les recensements de la population effectués dans la commune depuis 1793. Pour les communes de moins de 10 000 habitants, une enquête de recensement portant sur toute la population est réalisée tous les cinq ans, les populations de référence des années intermédiaires étant quant à elles estimées par interpolation ou extrapolation. Pour la commune, le premier recensement exhaustif entrant dans le cadre du nouveau dispositif a été réalisé en 2008.

En 2022, la commune comptait 645 habitants, en évolution de −0,46 % par rapport à 2016 (Pyrénées-Atlantiques : +3,78 %, France hors Mayotte : +2,11 %).
| 1793  | 1800  | 1806  | 1821  | 1831  | 1836  | 1841  | 1846  | 1851  |
| ----- | ----- | ----- | ----- | ----- | ----- | ----- | ----- | ----- |
| 2 299 | 2 229 | 2 370 | 1 921 | 2 497 | 2 472 | 2 372 | 2 303 | 2 341 |

| 1856  | 1861  | 1866  | 1872  | 1876  | 1881  | 1886  | 1891  | 1896  |
| ----- | ----- | ----- | ----- | ----- | ----- | ----- | ----- | ----- |
| 2 119 | 2 091 | 2 007 | 1 807 | 1 740 | 1 781 | 1 740 | 1 692 | 1 614 |

| 1901  | 1906  | 1911  | 1921  | 1926  | 1931  | 1936  | 1946  | 1954  |
| ----- | ----- | ----- | ----- | ----- | ----- | ----- | ----- | ----- |
| 1 591 | 1 549 | 1 602 | 1 350 | 1 365 | 1 322 | 1 340 | 1 200 | 1 113 |

| 1962  | 1968 | 1975 | 1982 | 1990 | 1999 | 2006 | 2008 | 2013 |
| ----- | ---- | ---- | ---- | ---- | ---- | ---- | ---- | ---- |
| 1 101 | 990  | 957  | 916  | 788  | 774  | 741  | 732  | 673  |

| 2018 | 2022 | - | - | - | - | - | - | - |
| ---- | ---- | - | - | - | - | - | - | - |
| 636  | 645  | - | - | - | - | - | - | - |

### Enseignement
La commune dispose d'une école, l'école élémentaire publique Bourg. Cette école propose un enseignement bilingue français-basque à parité horaire.

## Économie
L'activité est essentiellement tournée vers l'agriculture (polyculture et élevage d'ovins). La commune fait partie de la zone d'appellation de l'ossau-iraty.

## Sports

### Rugby à XV
L'Avenir de Barcus engagé en championnat de France de rugby à XV de 3e division fédérale 2017-2018

## Culture locale et patrimoine

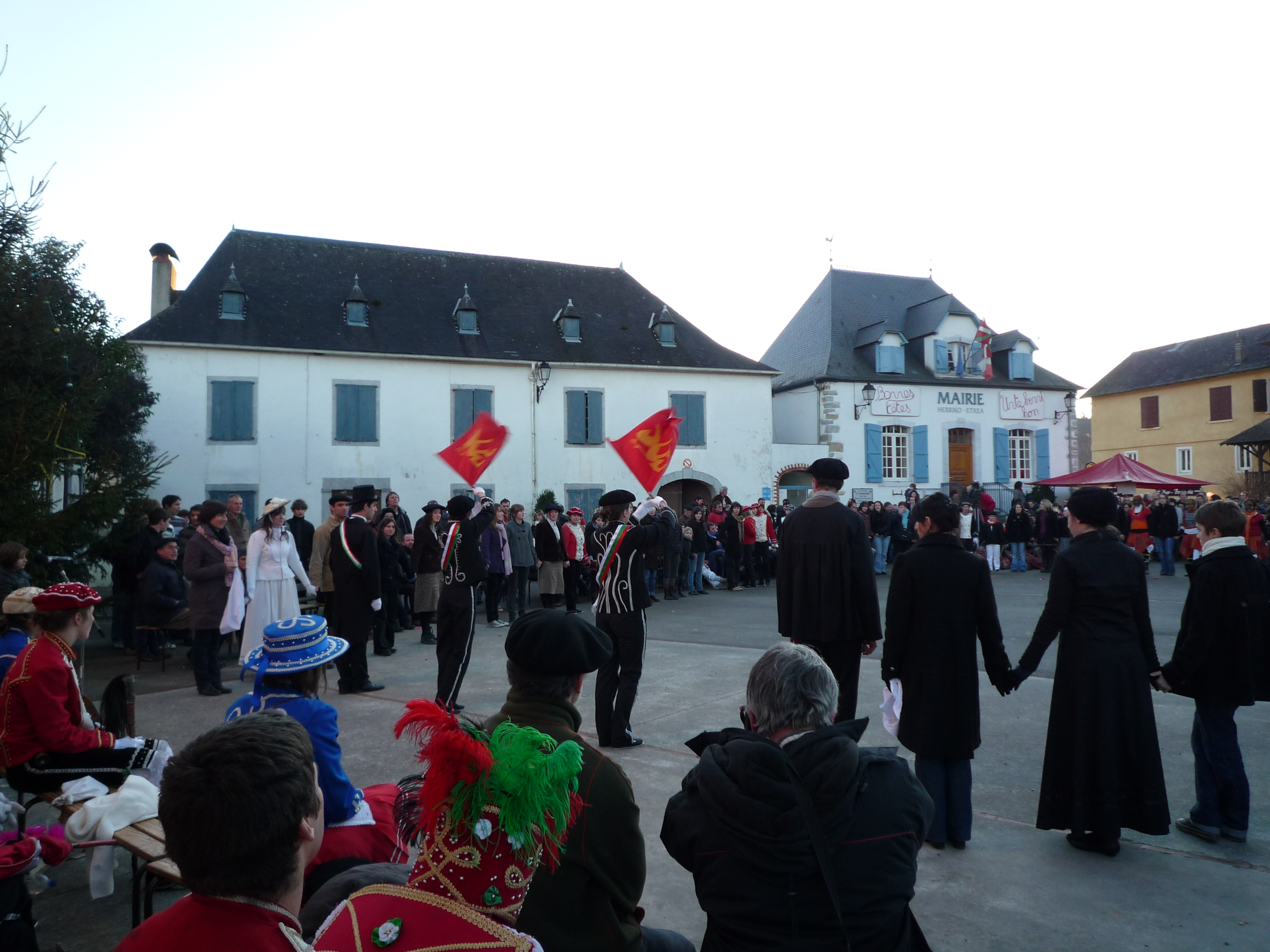
Représentation de la mascarade 2009 à Barcus sur le fronton du village.

Il existe à Barcus le Lamiñen ziloa (« la grotte des lamiñak » en basque, petits lutins de la mythologie basque).
En 2009, Barcus organise la mascarade, spectacle traditionnel souletin mélangeant théâtre, danses et chants. Durant tout l'hiver jusqu'en avril, la mascarade est représentée le dimanche dans les autres villages de Soule.

### Patrimoine civil
Un trésor de monnaies celtibériennes (400-100 av. J.-C.) fut découvert en 1879. Composé de 1 750 deniers d'argent provenant de différentes cités de Navarre et d'Aragon, leur présence à Barcus reste discutée.
Un gaztelu zahar se dresse à 440 mètres d'altitude au lieu-dit Haitzhandia.

### Patrimoine religieux
La commune possède une église (église de l'Ascension) dont l'origine remonte au Moyen Âge, qui a été en grande partie reconstruite au XIXe siècle et restaurée au XXe siècle. Elle est inscrite à l'Inventaire général du patrimoine culturel. Elle recèle une cloche datant de la fin du XVIIe siècle, classée à titre d'objet par les monuments historiques.

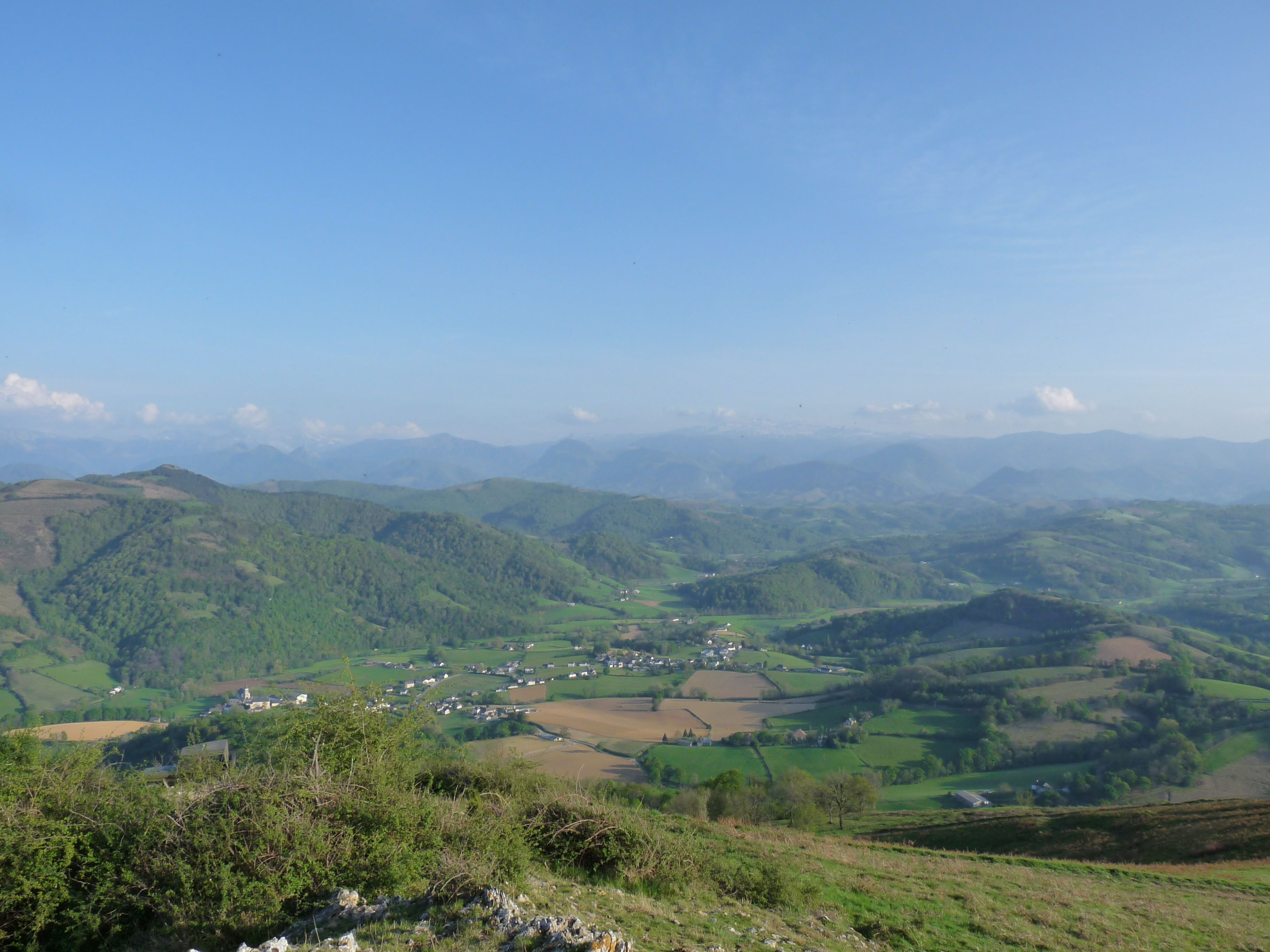
Le village de Barcus.

### Personnalités liées à la commune
- Beñat Mardo, écrivain et bertsolari du XVIIIe siècle, né et mort à Barcus.
- Léon Urthuburu, vice-consul de France à Guayaquil en Équateur, originaire de Barcus, légua à la commune, en 1860, l'île Floreana dans les Galapagos. Malgré ses efforts, elle n'en prit jamais possession[70].
- Pierre Topet, dit « Etxahun », né à Barcus (1786-1862), un poète basque.
- Jean Touan, né en 1817 à Barcus, est le fondateur du café Tortoni à Buenos Aires. Ce café sera légué en 1872 à Célestin Curutchet, autre natif de Barcus.
- André Chilo, joueur français de rugby à XV, né le 5 juillet 1898 à Bordeaux et décédé le 3 novembre 1982 à Barcus.
- Jean-Michel Larrasquet, ingénieur et professeur d'université (1950-2018), dont la famille est originaire de Barcus[71].
- Stéphanie Barneix, sportive landaise ayant traversé l'Atlantique en paddle board. Elle a d'ailleurs relié Cap Breton (Canada) à Capbreton (Landes, France) à la force de ses bras. Elle est aussi championne du monde de sauvetage côtier et responsable de la Sécurité des Plages des Landes. Toute sa famille est originaire de Barcus. Elle est très attachée à ses racines. Son oncle, Jean Barneix a été maire du village dans les années 90.